# Kozu Akutsu
Kozu Akutsu (阿久津 浩三, Akutsu Kōzō), né le 11 novembre 1960 à Nasu, Tochigi, est un athlète japonais, spécialiste des courses de fond.

## Biographie
Il remporte la médaille d'or du 5 000 mètres lors des championnats d'Asie 1985, à Djakarta, dans le temps de 14 min 22 s 11. 
Il termine quatorzième de la finale du 10 000 mètres des Jeux olympiques de Séoul en 1988. 

### Palmarès
| Date | Compétition         | Lieu     | Résultat | Épreuve | Performance    |
| ---- | ------------------- | -------- | -------- | ------- | -------------- |
| 1985 | Championnats d'Asie | Djakarta | 1er      | 5 000 m | 14 min 22 s 11 |

### Records
| Épreuve  | Performance    | Lieu | Date             |
| -------- | -------------- | ---- | ---------------- |
| 5 000 m  | 13 min 46 s 29 | Rome | 4 septembre 1987 |
| 10 000 m | 28 min 45 s 89 | Rome | 29 août 1987     |